# E·T·A·霍夫曼
恩斯特·特奥多尔·威廉·霍夫曼（德語：Ernst Theodor Wilhelm Hoffmann，1776年1月24日—1822年6月25日），笔名E·T·A·霍夫曼（德語：E. T. A. Hoffmann），德意志浪漫主义作家、法学家、作曲家、音乐评论人。一生共创作50多篇中短篇小说、3部长篇小说，此外还擅长作曲和绘画，写了2部歌剧、1部弥撒曲和1部交响乐。作品多神秘怪诞，以夸张手法对现实进行讽刺和揭露，所描写的人际关系的异化和采用的自由联想、内心独白、夸张荒诞、多层次结构等手法与后来的现代主义文学有很深的渊源。
法国作曲家雅克·奥芬巴赫著名戏剧《霍夫曼的故事》以及德國作曲家舒曼著名鋼琴曲《克莱斯勒偶记》正是取材于霍夫曼的作品。俄國作曲家柴可夫斯基編寫的一個芭蕾舞劇《胡桃夹子》，原作为霍夫曼的一部叫作《胡桃夾子與老鼠王》的故事。